# Kuńkowce

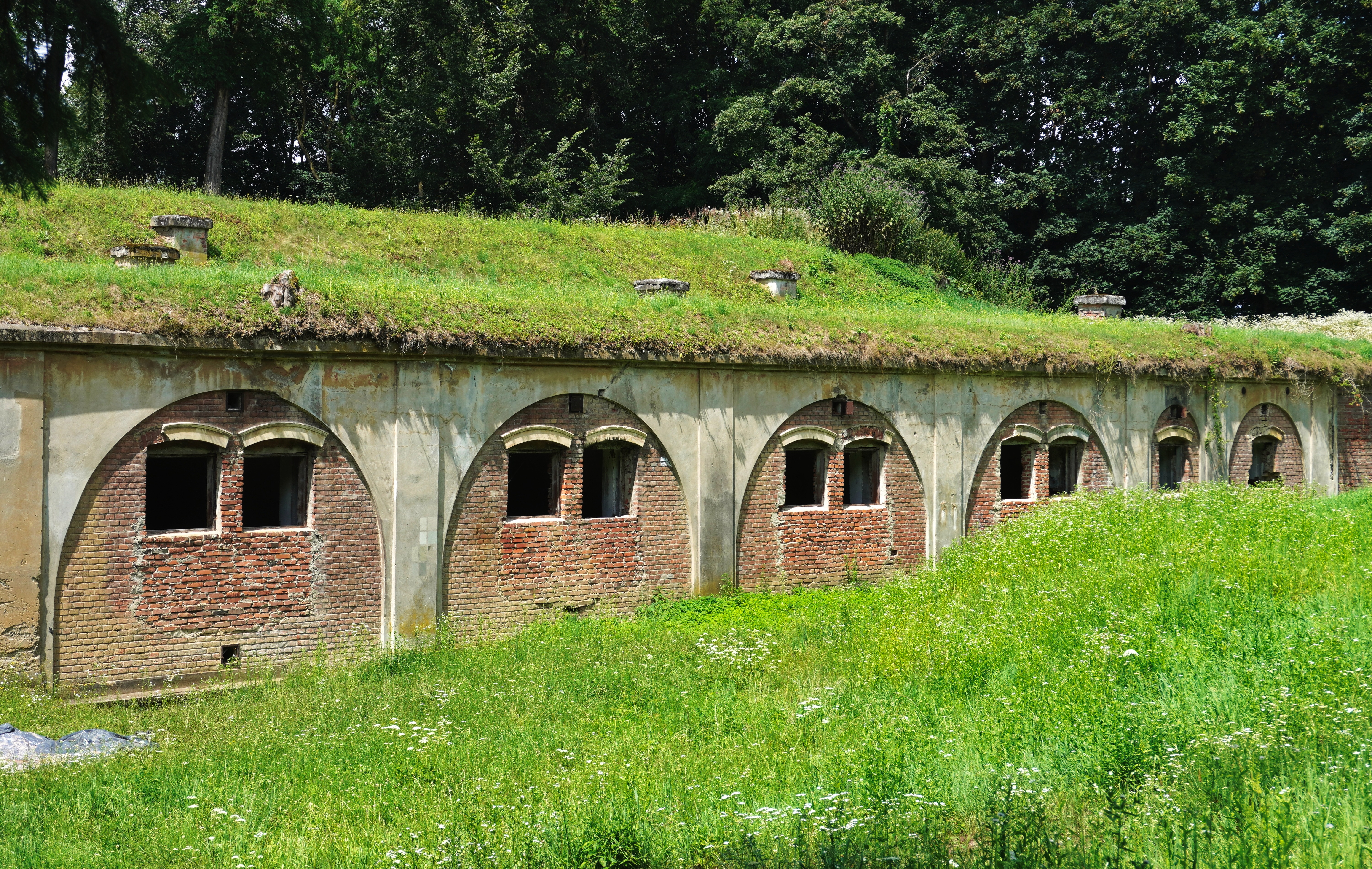
Fort W VIII „Łętownia”

Kuńkowce – wieś w Polsce położona w województwie podkarpackim, w powiecie przemyskim, w gminie Przemyśl.
| SIMC    | Nazwa   | Rodzaj    |
| ------- | ------- | --------- |
| 0608724 | Kolonia | część wsi |
| 0608730 | Zalesie | część wsi |

Wieś królewska Konikowce należąca do starostwa przemyskiego, leżała na przełomie XVI i XVII wieku, w powiecie przemyskim ziemi przemyskiej województwa ruskiego. Do 1954 roku istniała gmina Kuńkowce. W latach 1954–1972 wieś należała i była siedzibą władz gromady Kuńkowce. W latach 1975–1998 miejscowość administracyjnie należała do województwa przemyskiego.
Na terenie Kuńkowiec znajduje się Fort W VIII "Łętownia".
W 1909 w Kuńkowcach urodził się Ryszard Linscheid. W 1932 pod Kuńkowcami utonął w Sanie płk Janusz Dłużniakiewicz.
31 grudnia 1961 część Kuńkowiec włączono do Przemyśla. Kolejną część Kuńkowiec (31 ha) włączono do Przemyśla 1 stycznia 1977.

## Wioska Fantasy
Od 2010 roku w Kuńkowcach powstaje Wioska Fantasy. Jest to wioska tematyczna powstająca z inicjatywy miłośników fantastyki, a ich założeniem jest stworzenie osady wzorowanej na drewnianym grodzie warownym. Obecnie na terenie Wioski Fantasy znajdują się: fort obronny z kasztelem, dziesięć chat, funkcjonująca karczma i kuźnia, łaźnia, altany ogniskowe, stajnia, sieć fortyfikacji z palisadą, wieżami i wałami obronnymi. Wioska Fantasy organizuje wydarzenia cykliczne (m.in. Festyn Majowy oraz coroczna gra zimowa w świecie Pieśni Lodu i Ognia Georga Martina), gry i zabawy dla dzieci, wydarzenia o charakterze społecznym i rozrywkowym. Osada służy także jako tło dla teledysków i materiałów filmowych. Pasjonaci mieszkają na stałe w osadzie, która z założenia ma być samowystarczalna.